# Кунавино (Тверская область)
Кунавино — деревня в Андреапольском районе Тверской области. Входит в Бологовское сельское поселение.

## География
Расположена примерно в 5 верстах к югу от села Бологово на речке Сермяженка. Рядом небольшое озеро Астречино.

## История
В конце XIX — начале XX века входила в Холмский уезд Псковской губернии.

## Население
| 2002 | 2010 |
| ---- | ---- |
| 42   | ↘27  |

Национальный состав
Согласно результатам переписи 2002 года, в национальной структуре населения русские составляли 100 % от жителей.